# Episodi de Il nostro generale
La  serie televisiva Il nostro generale, composta da 8 episodi, viene trasmessa su Rai 1 dal 9 al 17 gennaio 2023. È stata distribuita integralmente in anteprima su RaiPlay.
| nº | Titolo                      | Prima TV        |
| -- | --------------------------- | --------------- |
| 1  | Il colonnello               | 9 gennaio 2023  |
| 2  | I ragazzi del generale      | 9 gennaio 2023  |
| 3  | Montagne russe              | 10 gennaio 2023 |
| 4  | La caduta                   | 10 gennaio 2023 |
| 5  | La rivincita                | 16 gennaio 2023 |
| 6  | Il terrorista e il generale | 16 gennaio 2023 |
| 7  | Il ritorno                  | 17 gennaio 2023 |
| 8  | Sagunto                     | 17 gennaio 2023 |

## Il colonnello
Palermo, 1972. Il colonnello Carlo Alberto dalla Chiesa chiede al proprio superiore più mezzi per combattere la mafia ma questo gli annuncia la promozione a generale di brigata a Torino. Trasferitosi nel capoluogo piemontese con la moglie Dora e una delle figlie, Simona, dalla Chiesa forma in breve tempo una squadra di Carabinieri con l’obiettivo di fermare le Brigate Rosse. Quando il 18 aprile 1974 a Genova viene sequestrato il magistrato Mario Sossi, dalla Chiesa torna a chiedere con forza più sostegno al comando generale dei Carabinieri a Roma e al ministro Taviani. Gli viene quindi concesso di formare il primo nucleo antiterrorismo con il capitano Gian Paolo Sechi che viene incaricato di cercare i migliori uomini per formare la nuova squadra.
- Ascolti: telespettatori 3 957 000 – share 19,93%[1].

## I ragazzi del generale
Gli uomini del nucleo speciale antiterrorismo ricevono l’incarico di infiltrarsi in fabbrica tra gli operai e così si mettono subito all’opera. Il 23 maggio 1974 Sossi viene liberato in cambio del rilascio di alcuni terroristi. Tuttavia l’accordo prevede che Sossi risulti incolume ma questo non avviene e quindi il giudice Coco decide di non rilasciare i terroristi. Tre giorni dopo la polizia, e non i Carabinieri del generale come avrebbe dovuto essere, arrestano Paolo Maurizio Ferrari, uno dei membri del gruppo storico delle BR. Dalla Chiesa ha l’intuizione di infiltrare nelle BR Silvano Girotto, un frate guerrigliero che è rientrato da poco dal Cile. Nel frattempo Simona dalla Chiesa decide di sposarsi ed è costretta a farlo in caserma per motivi di sicurezza.
- Ascolti: telespettatori 3 957 000 – share 19,93%[1].

## Montagne russe
Renato Curcio e Alberto Franceschini vengono arrestati l’8 settembre a Pinerolo dopo un pedinamento e un finto tamponamento da parte degli uomini del nucleo in borghese. Il 15 ottobre Roberto Ognibene in un conflitto a fuoco uccide il maresciallo Felice Maritano durante una operazione riguardante il ritrovamento dei documenti conosciuto come le inchieste di Robbiano di Mediglia. Poco dopo un altro uomo di dalla Chiesa, chiamato “Tedesco”, lascia il nucleo per motivi personali.
Il 18 febbraio 1975 invece dal carcere di Casale Monferrato viene fatto evadere Curcio. Il 4 giugno seguente viene sequestrato Vittorio Vallarino Gancia; il giorno dopo una pattuglia dei Carabinieri durante un controllo in una cascina vicino ad Acqui Terme si scontra con i brigatisti e nel conflitto rimangono uccisi Margherita Cagol, moglie di Curcio, e l’appuntato Giovanni D'Alfonso, che morirà in ospedale giorni dopo.
- Ascolti: telespettatori 3 411 000 – share 17,50%[2].

## La caduta
Dalla Chiesa viene a sapere che il nucleo verrà sciolto e manda il capitano Sechi a parlare con il sottosegretario ma anche quest’ultimo non vuole sentire ragioni e non crede al fatto che le BR si stiano insediando a Roma. I membri del nucleo vengono quindi tutti trasferiti mentre al generale vengono tolti incarichi e poteri senza un apparente motivo. L’appuntato Nicola Amato e “Trucido” individuano a Milano il nuovo rifugio di Curcio e della sua nuova compagna i quali vengono arrestati dopo un conflitto a fuoco. Mentre è in corso il processo alle BR, l’8 giugno 1976 a Genova viene ucciso il procuratore Francesco Coco con la sua scorta. Dalla Chiesa riceve la proposta di aderire alla loggia P2 da un suo vecchio collega dell’Arma, il generale Picchiotti, ma dopo essersi confrontato con la moglie decide di ritirare la domanda di adesione. Il 28 aprile 1977 viene assassinato Fulvio Croce, avvocato d’ufficio dei brigatisti che avevano espressamente dichiarato di non voler essere difesi da nessuno. Successivamente il mirino si sposta su diversi giornalisti: Carlo Casalegno (vicedirettore de La Stampa) viene ucciso il 29 novembre per aver esortato a non indietreggiare di fronte al terrorismo mentre vengono gambizzati tra gli altri Indro Montanelli (direttore del Giornale nuovo) ed Emilio Rossi (primo direttore del TG1). Dalla Chiesa è rammaricato perché riceve solamente l’incarico della sicurezza delle carceri a Roma che porterà avanti a modo suo volendo essere affiancato in questo nuovo ruolo da Enrico Riziero Galvaligi, già al suo fianco negli anni di Palermo. In pochi mesi dalla Chiesa apre cinque carceri speciali spostandovi i detenuti più pericolosi, dai terroristi come Curcio ai mafiosi come Tommaso Buscetta. Nel frattempo non si riescono a trovare in nessun modo sei persone che vadano a formare la giuria popolare del processo alle BR a Torino. Un giorno, dopo aver pranzato con i figli, Dora si stende sul letto e non si risveglia più. Quando il 16 marzo 1978 viene rapito Aldo Moro, Tommaso Buscetta si propone di collaborare al ritrovamento chiedendo il trasferimento dal carcere di Cuneo a quello di Torino ma dalla Chiesa si oppone. In ogni modo Moro verrà ucciso e il cadavere verrà fatto ritrovare il 9 maggio. Tutti i brigatisti intanto vengono condannati a pene pesanti tranne Nadia Mantovani, la nuova compagna di Curcio, che torna in libertà per decorrenza dei termini.
- Ascolti: telespettatori 3 411 000 – share 17,50%[2].

## La rivincita
Il 1º ottobre 1978 il nucleo fa irruzione in tre covi delle BR arrestando Lauro Azzolini e ritrovando in via Monte Nevoso anche il memoriale Moro che dalla Chiesa si premunisce di consegnare al ministro Virginio Rognoni e che causerà numerose polemiche con i giornalisti. Il 24 gennaio 1979 a Genova viene ucciso l’operaio Guido Rossa per aver denunciato un collega brigatista; al suo funerale partecipano 250.000 persone, tra le quali anche il presidente Sandro Pertini, e la sinistra compatta si schiera contro il terrorismo. Nel paese le formazioni eversive si moltiplicano e in quest’anno vengono uccisi anche il giudice Emilio Alessandrini, il colonnello Antonio Varisco e il giornalista Mino Pecorelli. In carcere a Cuneo intanto Buscetta dice a un brigatista che la mafia potrebbe eliminare dalla Chiesa, diventato un problema per tutti, ma che i terroristi dovrebbero rivendicare l’agguato, cosa che l’interlocutore non accetta. Il nucleo intanto si mette a pedinare Patrizio Peci, uno degli assassini di Carlo Casalegno.
- Ascolti: telespettatori 3 564 000 – share 18,78%[3].

## Il terrorista e il generale
Alla fine del 1979 dalla Chiesa viene chiamato a guidare la Divisione interregionale Pastrengo mentre il capitano Bonaventura riceve un nuovo incarico; intanto vengono approvate nuove misure contro il terrorismo. Dalla Chiesa mette in guardia il figlio Nando, finito nel mirino dei terroristi. Il 20 febbraio 1980 a Torino vengono fermati Rocco Micaletto e Patrizio Peci il quale decide di collaborare indicando alcuni covi; nel violento conflitto a fuoco avvenuto durante l’irruzione di via Fracchia del 28 marzo, quattro brigatisti vengono uccisi mentre il maresciallo Benà viene colpito a un occhio. Fuori dal palazzo Nicola Amato, che ha condotto l’operazione, ha modo di conoscere Walter Tobagi, giornalista del Corriere della Sera che verrà ucciso due mesi più tardi a Milano da una nuova formazione. Peci racconta a dalla Chiesa e al magistrato Giancarlo Caselli di essere stato vicino ad ucciderli tempo prima e grazie alle sue dichiarazioni le BR iniziano a subire grosse perdite.
- Ascolti: telespettatori 3 564 000 – share 18,78%[3].

## Il ritorno
Dalla Chiesa presenta la sua nuova compagna Emanuela Setti Carraro ai figli in occasione di un pranzo in famiglia. Il 12 dicembre viene rapito il giudice Giovanni D’Urso e condizione per il rilascio è la chiusura del carcere dell’Asinara, cosa che verrà annunciata dopo Natale. Il 28 dicembre il fallito tentativo di evasione di alcuni brigatisti dal carcere di Trani si trasforma in rivolta, soffocata in 24 ore grazie all'intervento del GIS su ordine del generale Enrico Riziero Galvaligi. Le BR rispondono assassinando il vecchio collaboratore di dalla Chiesa la sera del 31 dicembre nell’androne del suo palazzo.
Al ritrovamento degli elenchi della P2 nel marzo del 1981, esce fuori anche il nome di dalla Chiesa che davanti al giudice Giuliano Turone, non nega di aver fatto domanda di adesione. Il 4 aprile a Milano viene arrestato il brigatista Mario Moretti e a dalla Chiesa viene annunciata la promozione a Vicecomandante generale dell’Arma, la massima carica raggiungibile per un ufficiale generale dei Carabinieri. Il 10 giugno a San Benedetto del Tronto viene sequestrato il fratello di Peci che verrà ucciso dopo 55 giorni di prigionia come forma di ritorsione per il suo pentimento. I terroristi cercano anche di uccidere l’avvocato di Peci ma questo si salva sparando a una gamba di una brigatista.
- Ascolti: telespettatori 3 603 000 – share 18,95%[4].

## Sagunto
Il 9 gennaio 1982 viene arrestato a Roma Giovanni Senzani, uno degli ultimi esponenti di spicco delle BR. Il ministro Rognoni chiede a dalla Chiesa di diventare prefetto di Palermo per combattere la mafia: il generale inizialmente si dimostra perplesso su tale nomina, ma poi viene convinto dal politico che gli promette poteri fuori dall'ordinario per contrastare la guerra tra le cosche che sta insanguinando l'isola. Il generale accetta l’incarico e si insedia il 30 aprile, il giorno dell’omicidio di Pio La Torre, il “padre” del reato di associazione mafiosa che aveva incontrato poco prima e che era stato tra coloro che avevano sostenuto la sua nomina a prefetto. Il tentativo del governo Spadolini I è quello di ottenere contro Cosa nostra gli stessi brillanti risultati ottenuti contro le BR. Tuttavia, una volta arrivato a Palermo, si rende subito conto di essere solo e senza mezzi affidandosi solo al maresciallo Garofalo, una sua vecchia conoscenza della precedente esperienza siciliana. Il 10 luglio intanto in provincia di Trento sposa in seconde nozze Emanuela Setti Carraro. A Palermo dalla Chiesa continua a lamentare il mancato rispetto degli impegni assunti dal governo e la carenza di sostegno da parte dello Stato. In agosto rilascia un'intervista a Giorgio Bocca in cui dichiara ancora una volta la carenza di sostegno e di mezzi, necessari per la lotta alla mafia, che nei suoi piani doveva essere combattuta strada per strada, rendendo palese alla criminalità la massiccia presenza di forze di polizia. A fine mese, con una telefonata anonima fatta ai Carabinieri di Palermo, viene annunciato per la prima volta l'attentato al generale. Alle ore 21:15 del 3 settembre 1982, l’auto sulla quale viaggia il prefetto, guidata dalla moglie, viene affiancata in via Carini a Palermo da una BMW dalla quale partono alcune raffiche di kalashnikov che uccidono la coppia. Nicola Amato, arrivato a Palermo in giornata per supportare dalla Chiesa, arriva troppo tardi. La figlia Rita pretende che vengano immediatamente tolte di mezzo le corone di fiori inviate dalla Regione Siciliana (era presidente Mario D'Acquisto che aveva duramente polemizzato con il prefetto) e vuole che sul feretro del padre vengano deposti il tricolore, la sciabola, il berretto della sua divisa da Generale con le relative insegne e la sciarpa che hanno sempre fatto parte della sua vita.
Il 15 gennaio 1993 verrà arrestato il boss Totò Riina e all’operazione speciale dei Carabinieri prenderà parte anche Nicola.
- Ascolti: telespettatori 3 603 000 – share 18,95%[4].